# Acampe pachyglossa
Espèce
Classification phylogénétique
Acampe pachyglossa est une espèce de plantes à fleurs de la famille des Orchidaceae, qui se plaît sur les tamariniers (Tamarindus indica), arbre très commun à Madagascar, particulièrement sur la côte Ouest.

## Synonymes
- Acampe renschiana Rchb.f.
- Acampe madagascariensis Kraenzl.
- Acampe mombasensis Rendle
- Saccolabium mombasense (Rendle) Rolfe
- Acampe nyassana Schltr.
- Acampe pachyglossa subsp. reschiana (Rchb.f.) Senghas